# Daniel Borel
Daniel Borel (Neuchâtel, 14 febbraio 1950) è un imprenditore svizzero, cofondatore di Logitech.

## Biografia
Nel 1973 ha conseguito una laurea in ingegneria e in Fisica presso l'École Polytechnique Fédérale di Losanna in Svizzera e nel 1977 ha ricevuto un Master of Science in Computer Science presso la Stanford University.
Borel è stato il cofondatore di Logitech nel 1981 con Pierluigi Zappacosta e Giacomo Marini ed è stato presidente dell'azienda nel periodo 1982-2008, CEO della stessa nel periodo 1982-1988 e di nuovo nel 1992-1998. Nel 1988 ha seguito il percorso di quotazione del Gruppo Logitech alla Borsa Svizzera e al NASDAQ in precedenza nel 1997.
Borel attualmente fa parte del consiglio di amministrazione di Logitech e Nestlé. Fa anche parte del consiglio di Defitech, una fondazione che porta la tecnologia IT per le persone disabili ed è presidente della swissUP una fondazione dedicata alla promozione dell'eccellenza nell'istruzione in Svizzera.
| Controllo di autorità | VIAF (EN) 908144647715216685119 |